# 김남희 (배우)
김남희(1986년 5월 25일 ~ )는 대한민국의 배우이다.

## 학력
- 서경대학교 연극영화학 학사

## 출연작

### 영화
- 《시련》 (2012년) - 남희 역
- 《그 해, 여름》 (2012년) - 상민 역
- 《청춘예찬》 (2014년) - 한태평 역
- 《내 아내》 (2014년) - 준혁 역
- 《오발탄》 (2016년) - 남희 역
- 《어디로 가고 싶으신가요》 (2023년) - 현석 역

### 드라마
- 《쓸쓸하고 찬란하神 - 도깨비》 (2016년, tvN) - 과로사한 의사 역
- 《언니는 살아있다》 (2017년, SBS) - 최영훈(스토커) / 최지훈 역
- 《미스터 션샤인》 (2018년, tvN) - 모리 타카시 역
- 《봄이 오나 봄》 (2019년, MBC) - 허봄일 역
- 《검색어를 입력하세요 WWW》 (2019년, tvN) - 표준수 역
- 《그 남자의 기억법》 (2020년, MBC) - 드라마 감독 역 (특별 출연)
- 《스위트홈》(2020년, Netflix) - 정재헌 역
- 《이 구역의 미친 X》 (2021년, Kakao tv) - 이선호 역
- 《미치지 않고서야》 (2021년, MBC) - 신한수 역
- 《너는 나의 봄》 (2021년, tvN) - 김남희 역 (특별출연)
- 《하이클래스》 (2021년, tvN) - 안지용 역
- 《스물다섯 스물하나》(2022년,tvN) - 핸드폰 대리점 점주 역 (우정출연)
- 《법대로 사랑하라》 (2022년, KBS2) - 박우진 역
- 《글리치》 (2022년, Netflix) - 마형우 역
- 《재벌집 막내아들》 (2022년, JTBC) - 진성준 역
- 《패밀리》 (2023년, tvN) - 조태구 역
- 《닭강정》 (2024년, Netflix) - 김환동 역
- 《우리, 집》 (2024년, MBC) - 최재진 역
- 《비긴스≠유스》 (2024년, 엑스클루시브) - 준호 역
- 《O'PENing - 로드 투 외과의사》 (2025년, tvN) - 강진상 역

### 방송
- 《듣고보니 그럴싸》 (2023년 3월 22일, JTBC) - 특별출연 (2회)
- 《아주 사적인 동남아》 (2023년 3월 27일 ~ , tvN) - 출연
- 《놀라운토요일》 (2023년 6월 17일, tvN) - 게스트 (268회)

### 연극
- 《놀이공원의 하늘은 언제나 푸르다》[깨진 링크(과거 내용 찾기)]
- 《형제의 밤》

## 수상 및 후보
| 연도 | 시상식                      | 부문                           | 작품          | 결과 |
| ---- | --------------------------- | ------------------------------ | ------------- | ---- |
| 2018 | 제26회 대한민국문화연예대상 | 드라마 조연상                  | 미스터 션샤인 | 수상 |
| 2024 | MBC 연기대상                | 미니시리즈부문 남자 우수연기상 | 우리, 집      | 후보 |